# Christian Bénézech
Pour les articles homonymes, voir Bénézech.
Christian Bénézech (né le 30 septembre 1917 à Castres et mort le 21 août 1984 à Saint-Clément-de-Rivière) est un universitaire français.

## Biographie
Né à Castres le 30 septembre 1917, il est docteur en médecine avec une thèse intitulée Anticoagulants et répartition globulo-plasmatique des éléments minéraux. Professeur à la faculté de médecine de Montpellier, dont il devient le doyen de 1965 à 1972, il est de 1972 à 1984 président de la Fédération nationale des syndicats autonomes de l’enseignement supérieur et de la recherche (FNSAESR).